# Никулино (Краснинский район)
Никулино — деревня в Краснинском районе Смоленской области России. Входит в состав Мерлинского сельского поселения. Население — 73 жителя (2007 год).
Расположена в западной части области в 7 км к востоку от Красного, в 1 км южнее автодороги Р135 (Смоленск — Красный — Гусино). В 17 км северо-западнее деревни расположена железнодорожная станция Велино на линии Москва — Минск.

## История
В годы Великой Отечественной войны деревня была оккупирована гитлеровскими войсками в июле 1941 года, освобождена в сентябре 1943 года.